# Željko Topalović
Željko Topalović (in serbo Жељко Топаловић?; Belgrado, 3 marzo 1972) è un ex cestista jugoslavo.

## Palmarès
- YUBA liga: 2

Stella Rossa Belgrado: 1997-98
Budućnost: 1998-99